# Sheer Witchery
Pour les articles homonymes, voir Sheer.
Albums de Anjali
Anjali
Sheer Witchery est une compilation de la chanteuse Anjali, sortie dans les bacs en 1999 et rééditée en 2001.

## Sheer Witchery
| 1.    | Feline Woman | Anjali Bhatia | 4:45 |
| 2.    | Maharani II  | Anjali Bhatia | 5:37 |
| 3.    | Ju Ju        | Anjali Bhatia | 5:27 |
| 4.    | Aquila       | Anjali Bhatia | 4:43 |
| 5.    | Triton       | Anjali Bhatia | 6:16 |
| 6.    | Maharani I   | Anjali Bhatia | 4:09 |
| 7.    | Astra        | Anjali Bhatia | 3:25 |
| 8.    | Aquila B     | Anjali Bhatia | 3:49 |
| 9.    | Kalpna       | Anjali Bhatia | 2:02 |
| 40:17 |              |               |      |